# Судачье
Судачье (до 1944 г. — Айменкин; от калм. Әәмгин — аймачный) — село в Лиманском районе Астраханской области России, входит в состав Кряжевинского сельсовета.

## География
Село расположено в дельте Волги на правом берегу реки Подстепка, напротив села Оранжереи, в 32 километрах к северо-востоку-востоку от посёлка Лиман (районный центр), в 1,6 (по прямой) к северо-востоку от села Кряжевое (центр сельсовета)

## История
Село было основано в 1923 году калмыками, переселившимися в Калмыцкую автономную область из села Курлюк Красноярского уезда Астраханской губернии, из за чего некоторые сельские утверждают, что раньше Судачье назывался Курлюк. На самом деле село называлось Айменкин (калм. Әәмгин), что в переводе означало аймачный, сельсоветский.
Постепенно в село стали заселять и русские. В 1929 году в селе было организовано рыболоведческое товарищество — артель. В 1930 году все близь организовавшиеся артели объединились в колхоз имени «Фрунзе». В декабре 1943 года все калмыцкие семьи были насильственно выселены в Сибирь. Село вошло в состав вновь образованной Астраханской области и вскоре переименовано в Судачье.
В 1957 году в селе было открыто новое здание школы.
В 2007 году село было газифицировано.

## Население
| 2002 | 2010 |
| ---- | ---- |
| 316  | ↘284 |

| Национальность | Численность (2010) | Процент |
| -------------- | ------------------ | ------- |
| Казахи         | 121                | 43,1%   |
| Русские        | 118                | 42%     |
| Калмыки        | 28                 | 9,6%    |
| Татары         | 8                  | 2,8%    |
| Чеченцы        | 7                  | 2,5%    |
| Всего          | 281                | 100%    |